# Shōhei Kiyohara
Shōhei Kiyohara (japanisch 清原 翔平 Kiyohara Shōhei; * 25. Juni 1987 in Obihiro) ist ein japanischer Fußballspieler.

## Karriere
Kiyohara erlernte das Fußballspielen in der Schulmannschaft der Obihiro Kita High School und der Universitätsmannschaft der Sapporo-Universität. Seinen ersten Vertrag unterschrieb er 2010 beim Sagawa Shiga FC. Für den Verein absolvierte er 59 Ligaspiele. 2013 wechselte er zum Ligakonkurrenten Zweigen Kanazawa. Am Ende der Saison 2013 stieg der Verein in die dritte Liga auf. 2014 wurde er mit dem Verein Meister der dritten Liga und stieg in die zweite Liga auf. Für den Verein absolvierte er 105 Ligaspiele. 2016 wechselte er zum Ligakonkurrenten Cerezo Osaka. Am Ende der Saison 2016 stieg der Verein in die erste Liga auf. Für den Verein absolvierte er 28 Ligaspiele. Im Juli 2017 wechselte er zum Zweitligisten Tokushima Vortis. Für den Verein absolvierte er neun Ligaspiele. 2018 wechselte er zum Ligakonkurrenten Zweigen Kanazawa. Für den Verein absolvierte er 69 Ligaspiele. 2020 wechselte er zum Drittligisten SC Sagamihara. Mit dem Verein aus Sagamihara wurde er 2020 Vizemeister und stieg in die zweite Liga auf. Nach nur einem Jahr musste man als Tabellenneunzehnter wieder in die dritte Liga absteigen. Nach dem Abstieg verließ er den Verein und schloss sich Vonds Ichihara an.

## Erfolge
Cerezo Osaka
- J. League Cup: 2017
- Kaiserpokal: 2017